# Avenida dos Banhos
A Avenida dos Banhos, na orla costeira, é o principal arruamento balnear da cidade portuguesa da Póvoa de Varzim. A Avenida segue da Enseada da Póvoa, mais precisamente do Passeio Alegre, junto ao Paredão de D. Maria I do Porto da Póvoa de Varzim até à Avenida Vasco da Gama.

## História

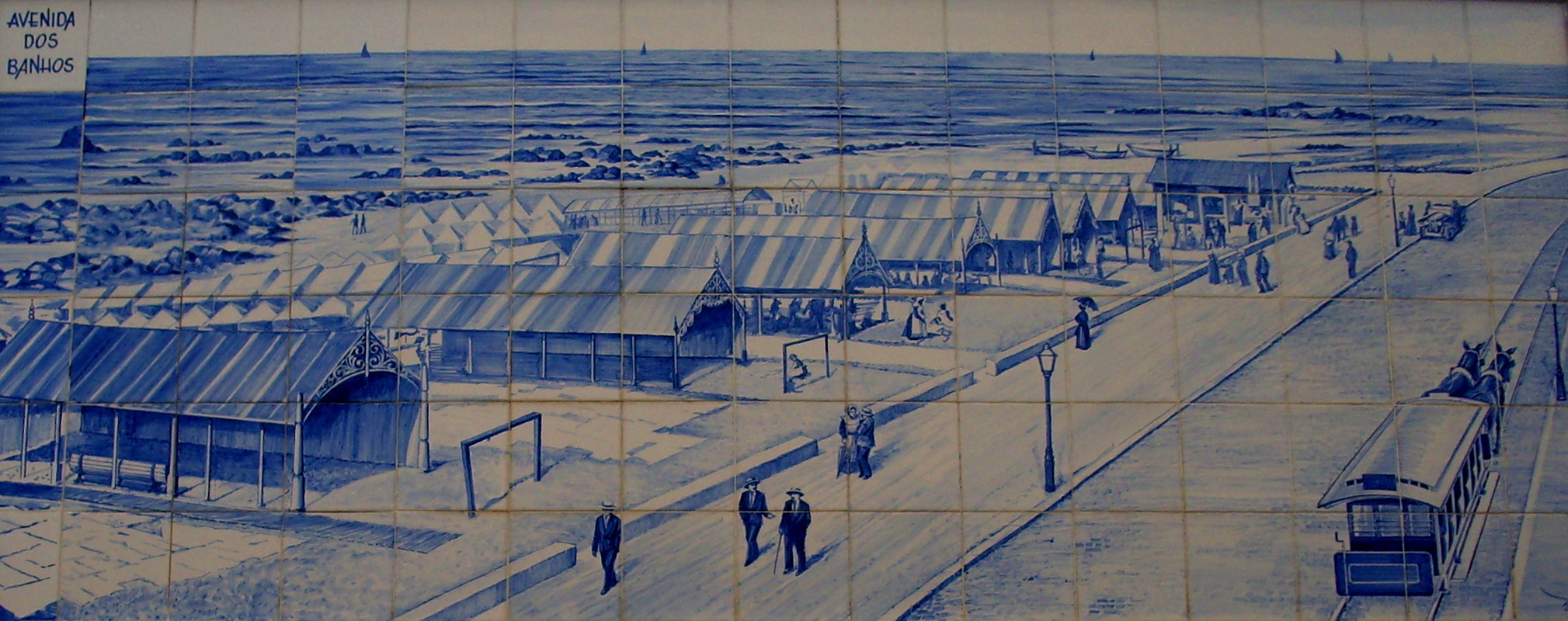
Primitiva Avenida dos Banhos um dos principais destinos dos carros americanos.

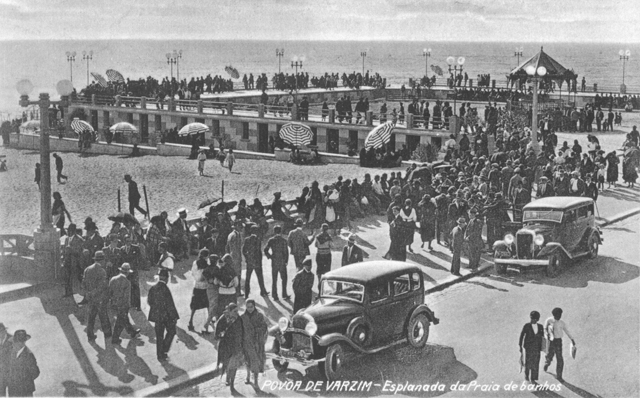
Esplanada do Carvalhido na Avenida dos Banhos em meados do século XX.

Em 1811 denominava-se Rua da Regoiça e era povoada por residências de pescadores do Bairro Norte, com a popularidade das praias foram surgindo habitações balneares e passou a ser denominada, espontaneamente, de Rua dos Banhos por volta de 1846. Em 1897 passa à denominação presente de Avenida dos Banhos. depois chegou a ser Avenida Brasil a partir 1916 e em 1926, Rua dos Heróis da Grande Guerra. Só em 1966 é que foi oficializada a denominação popular de Avenida dos Banhos.

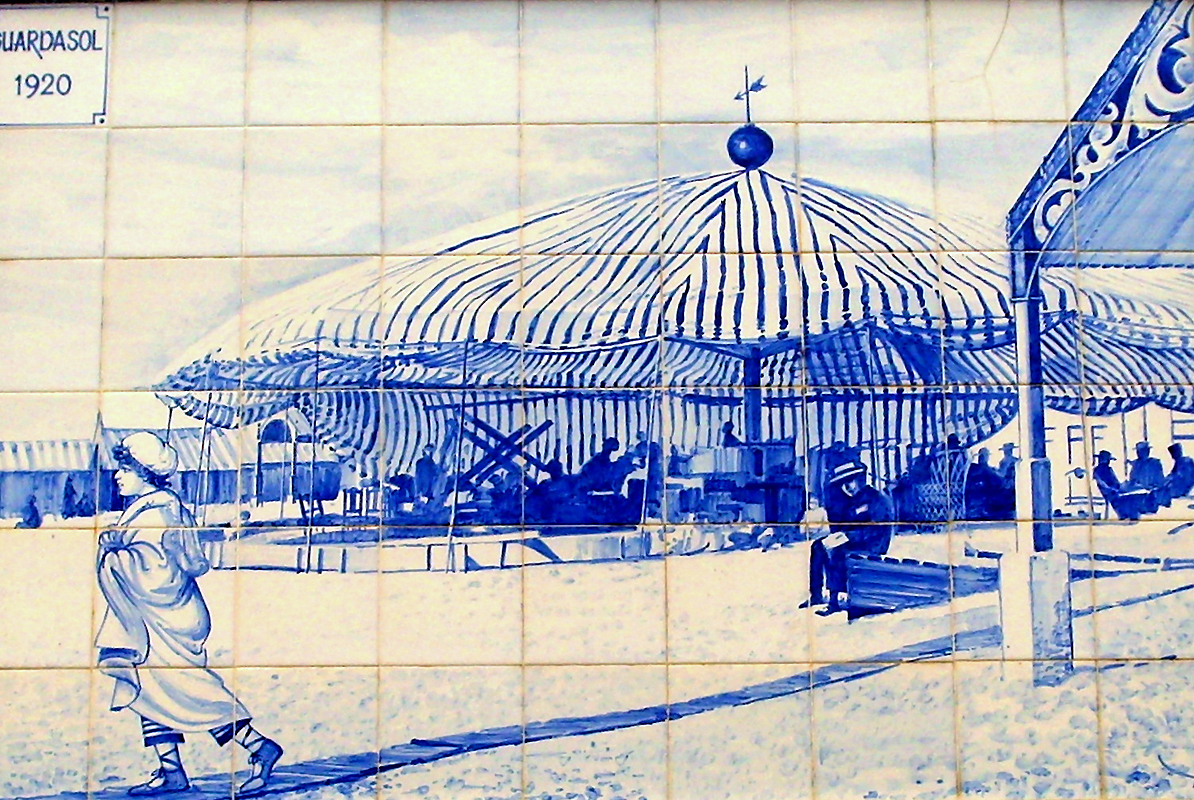
Bar de Praia Guardasol em 1920.

David Alves projecta a criação de uma grande avenida dos Banhos para rivalizar com Nice e Ostende, levando até que fosse criado um projecto em 1917 desenhado pelo arquitecto Moura Coutinho, com a avenida percorrida por villas multifamiliares, mais ou menos de feição uniforme, de aspecto modernista com belas arcarias, mas que não foi avante. Mais tarde em meados do século XX, as villas foram dado lugar a outros edifícios multifamiliares para veraneantes com muito pouca atenção em relação à estética. Entre 1998 e a actualidade procedeu-se à sua recuperação urbanística, obra do arquitecto Rui Bianchi, que já foi objecto de um Prémio Turismo pelo Instituto de Turismo de Portugal, conquistando uma Menção Honrosa na 2ª edição do Prémio Turismo, na categoria "Ambiente Praia".
Inicialmente entre o Passeio Alegre e a Esplanada do Carvalhido, a Avenida dos Banhos teve sucessivos prolongamentos, desde o prolongamento para sul, em que se confunde com o Largo do Passeio Alegre, até ao prolongamento para norte, seguindo a expansão da vila para Norte, até ao antigo estádio Gomes de Amorim, onde hoje são as piscinas da Varzim Lazer.

## Morfologia urbana

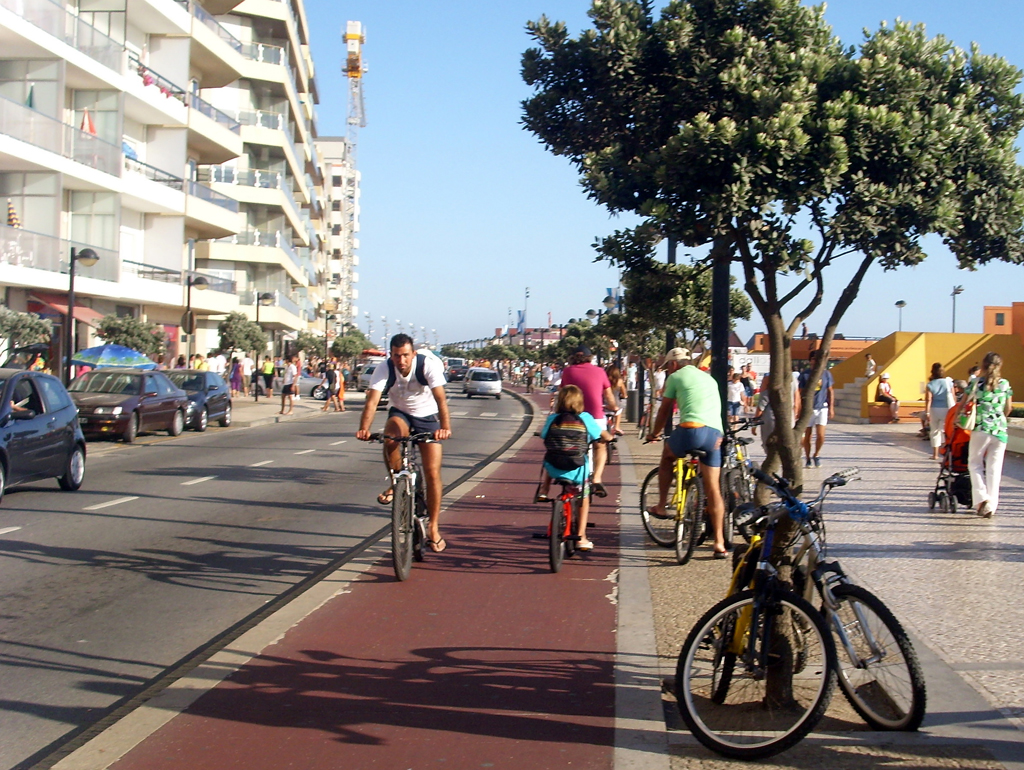
A bicicleta é um meio de transporte bastante popular.

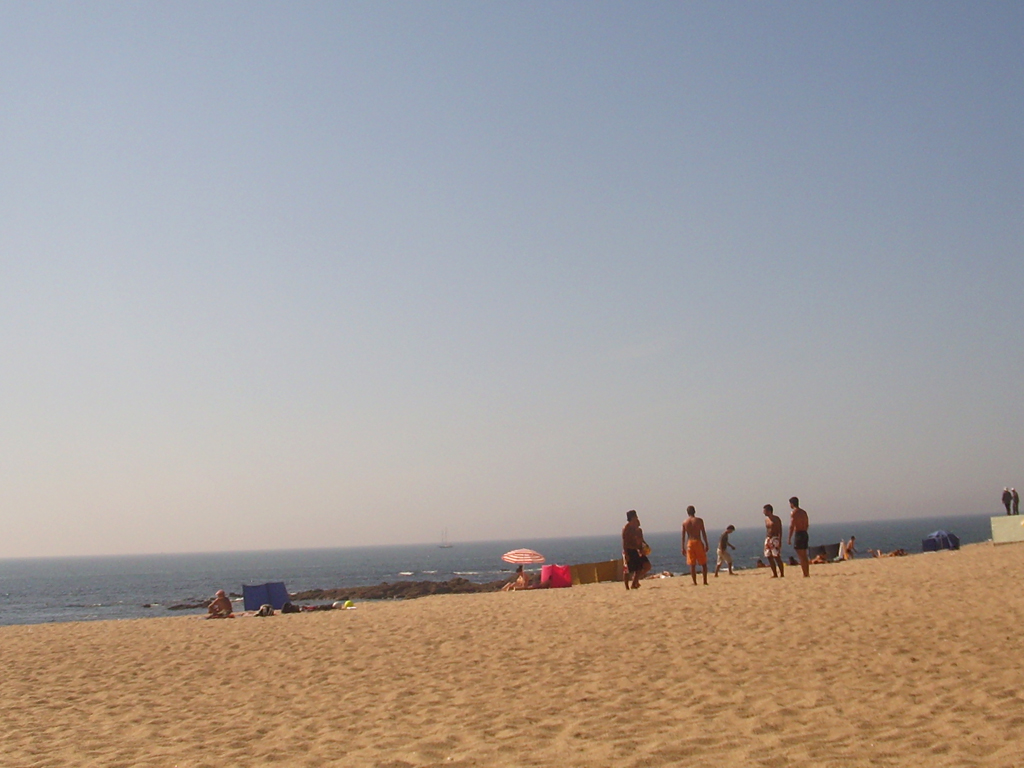
A Praia da Salgueira fora da época balnear, tal como é vista da avenida.

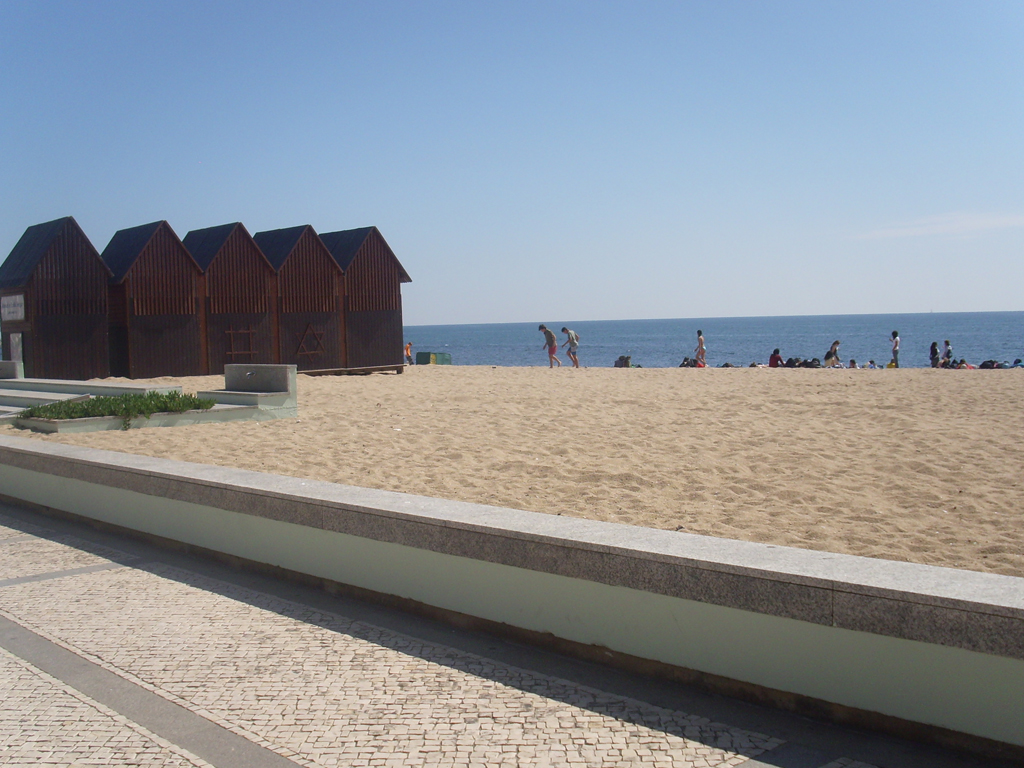
Apoio de praia de uma família de banheiros tradicional.

A Avenida dos Banhos é bastante procurada em dias soalheiros e quentes por ser percorrida por um passeio pedonal (o picadeiro) ao longo do areal, indo desde a Praia Redonda, primitivamente conhecida como Praia de Banhos e a Praia da Salgueira, praia clássica de surf.
Inicialmente procurado apenas na época estival, a melhoria da rede viária tornou a avenida popular durante todo o ano, em especial, dias de calor aos fins-de-semana e feriados. No pico do verão, a avenida é, por vezes, encerrada à circulação automóvel, para ser confortável para o elevado número de visitantes. A avenida inclui também uma ciclovia paralela.
Ao longo do passeio encontram-se as discotecas da cidade, o Hit Club, no extremo sul e o Buddha Club no extremo Norte. Entre os cafés, saltam à vista os construídos em cima do areal: o Diana Bar e o Café Guarda-Sol, ambos os edifícios actuais são da época de 1938-1939, num licenciamento pelo então presidente da Câmara Silveira Campos que foi bastante controverso mesmo na época. No entanto, ambos os locais adquiriram relevo histórico para a cidade: O Diana Bar era um café bem frequentado e especialmente popular entre escritores para tertúlias, que acabou por encerrar aquando da morte do dono e ser adquirido pela câmara municipal que o transformou em biblioteca de praia e o mais antigo Café Guarda-sol foi onde surgiu a Francesinha poveira, foi o primeiro e é o mais antigo bar de praia em Portugal, funcionando desde Junho de 1922, e ainda hoje continua em actividade.
Ao longo da avenida existem vários bares e esplanadas, sendo os do lado do mar pequenos bares em madeira colocados em cima do areal. A meio da avenida, existe uma praça-praia conhecida como Esplanada do Carvalhido, lugar também histórico, apesar das sucessivas remodelações e que nos primórdios marcava o limite norte da Póvoa de Varzim.